# Basilica (bouwwerk)

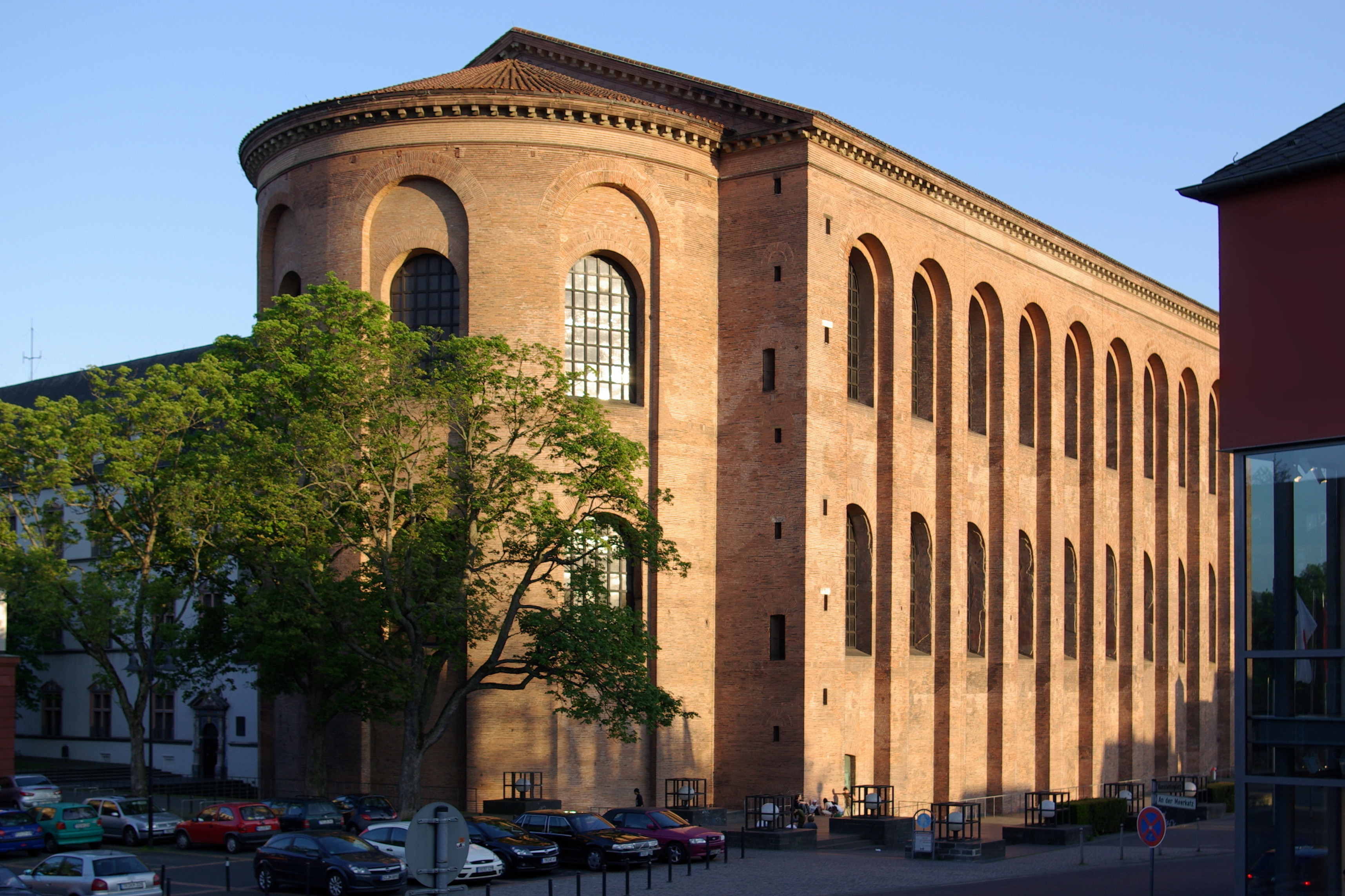
De Basilica van Constantijn in Trier uit 310.

Een basilica was een gebouw voor handel en rechtspraak in de Romeinse oudheid. De naam komt weliswaar uit het Grieks (Grieks: στοὰ βασιλική / stoà basilikē: 'koningshal'), maar basilica's als zodanig bestonden niet in het oude Griekenland. De oudst bekende basilica was de Basilica Porcia in Rome uit 184 v.Chr., die werd gebouwd in opdracht van Cato maior (afgebrand in 52 v.Chr.).

## Vorm en functie
Een basilica was een grote rechthoekige hal. Doorgaans was het een drieschepig gebouw, waarbij het middenschip, dat door zuilen van de zijbeuken was gescheiden, hoger was. Het uitstekende gedeelte (de lichtbeuk) had grote vensters waardoor daglicht kon binnenvallen. De basilica had meestal aan een van de korte kanten een halfronde uitbouw, de apsis. De ingang lag doorgaans aan de andere korte kant en had vaak een voorhal. Maar er zijn ook varianten op deze plattegrond; zo waren er basilica's met apsissen aan beide korte kanten en was de uitbouw soms niet halfrond, maar rechthoekig. Grote basilica's zoals de Basilica Ulpia in Rome, waren vijfschepig: ze hadden aan weerszijden van het middenschip twee zijbeuken.
De basilica lag altijd aan het forum van de Romeinse stad. Hij had op de eerste plaats een commerciële functie: het was een markthal, bankgebouw en beursgebouw. Daarnaast werd de basilica gebruikt voor de rechtspraak. Het tribunaal zetelde daarbij in de apsis.

## Bekende basilica's

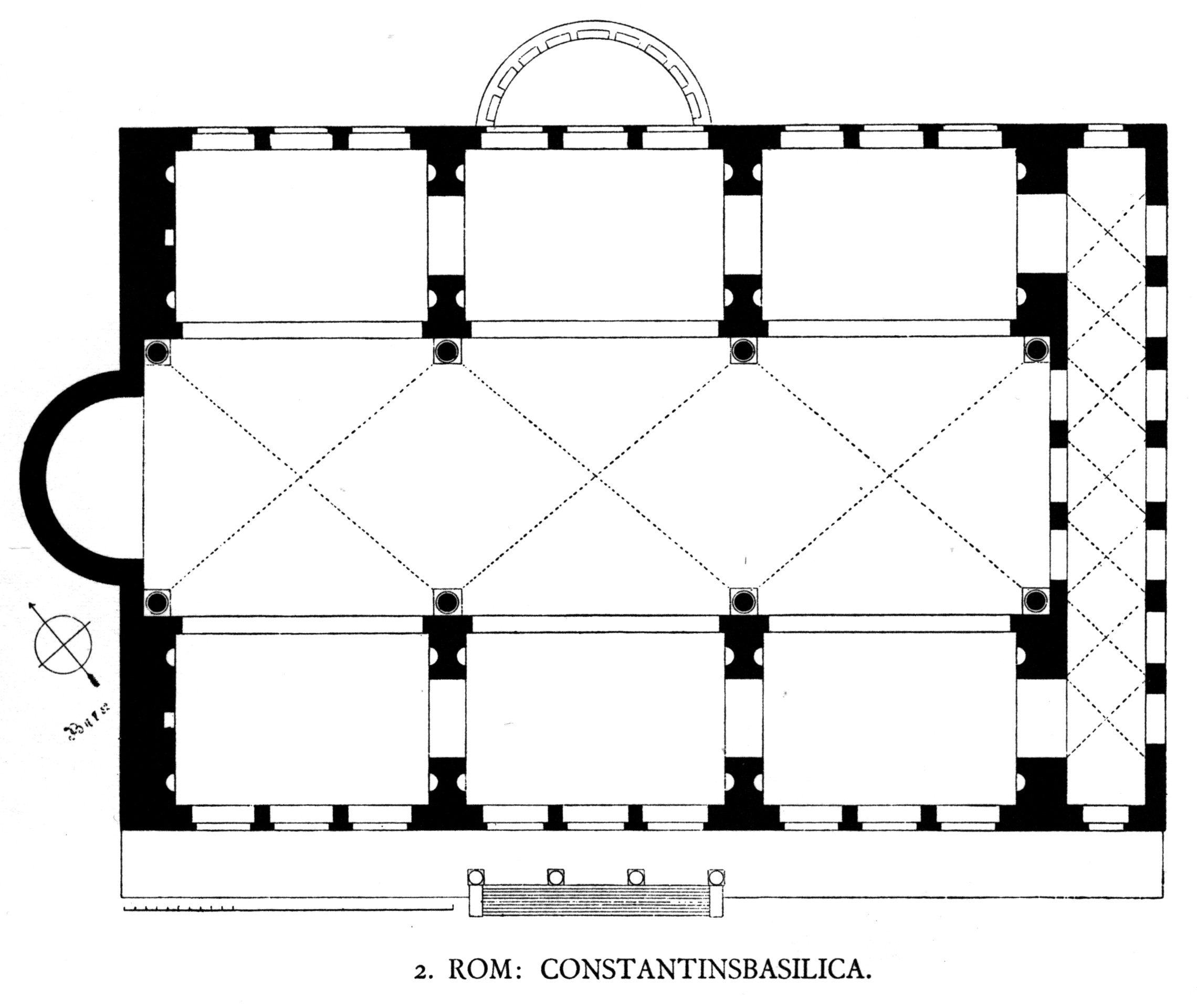
Basilica van Maxentius in Rome: begonnen door Maxentius en voltooid door Constantijn. De laatste voegde een tweede apsis toe aan de zijkant.

### Rome
In Rome zijn op het Forum Romanum de resten te zien van drie basilica's: de Basilica Aemilia uit de 2e eeuw v.Chr., de Basilica Julia uit de 1e eeuw v.Chr. en de Basilica van Maxentius (of Basilica van Constantijn) uit het begin van de 4e eeuw.
Op de keizerfora bevond zich één basilica: de enorme Basilica Ulpia op het Forum van Trajanus, die rond 100 n.Chr. werd ontworpen door Trajanus' vaste architect Apollodorus van Damascus.

### Basilica's in andere steden
Ook in andere Romeinse plaatsen zijn aanzienlijke resten van basilica's bewaard gebleven, bijvoorbeeld in Pompeï, Leptis Magna (de Basilica van Severus) of Volubilis. In Trier bouwde Constantijn de Grote in het begin van de 4e eeuw de Basilica van Constantijn.
Een bekende basilica is ook die van het plaatsje Colonia Julia Fanestris (het tegenwoordige Fano in Italië), omdat deze gebouwd was door de beroemde architect Vitruvius die in zijn boek De architectura een uitgebreide beschrijving gaf van deze basilica. Er is nu echter niets meer van dat gebouw over.

## De basilica wordt een basiliek

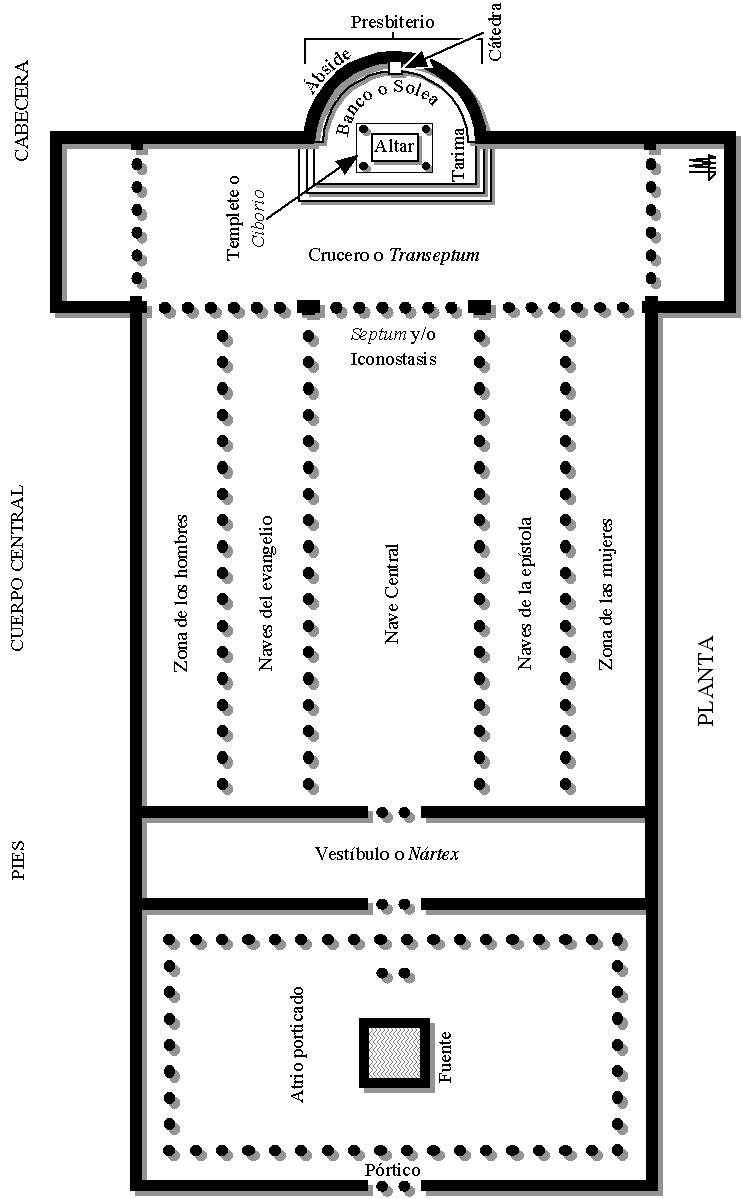
Grondplan van de Oude Sint-Pietersbasiliek.

Toen in de vierde eeuw het christendom werd toegestaan door keizer Constantijn werd de bouwvorm van de basilica ook gebruikt voor de bouw van kerken, omdat dit gebouw onderdak bood aan grote groepen mensen. In het Nederlands spreekt men dan niet meer van een basilica, maar van een basiliek. De Basilica Ulpia leverde het voorbeeld voor grote oud-christelijke basilieken als de Oude Sint-Pietersbasiliek en de Santa Maria Maggiore. De christelijke basilieken werden vaak uitgebreid met transepten of dwarsschepen, zodat het gebouw de plattegrond van een kruis kreeg.
Met name in Ravenna staan enkele bekende basilica's die als kerk gebouwd zijn.
Ook de Grote moskee van Damascus is als basilica gebouwd aan het begin van de 8e eeuw.

## Verder lezen
- M. Arnolds, Funktionen republikanischer und frühkaiserzeitlicher Forumsbasiliken in Italien, diss. Ruprecht-Karls-Universität Heidelberg, 2005. via overzichtspagina
- U. Leipziger, Die römischen Basiliken mit Umgang. Forschungsgeschichtliche Bestandsaufnahme, historische Einordnung und primäre Funktion, diss. Universität Erlangen-Nürnberg, 2006.
- S. Ball Platner, art. Basilicae, in S. Ball Platner - ed. rev. T. Ashby, A Topographical Dictionary of Ancient Rome, Londen, 1929, pp. 71‑82.
- A. Rich, art. Basilica, in W. Smith (ed.), A Dictionary of Greek and Roman Antiquities, Londen, 1875 pp. 198‑200.